# Го Юнхуай
Го Юнхуа́й (кит. 郭永怀, пиньинь Guō Yǒnghuái; в англоязычной научной литературе употребляется наименование Kuo Y. H., в связи с чем иногда и в русской литературе указывался как И. Х. Куо, 4 апреля 1909, Жунчэн, Шаньдун — 5 декабря 1968, Пекин) — китайский учёный в области механики. Один из крупнейших специалистов-аэродинамиков Китая середины XX века. Академик АН Китая.

## Биография
Окончил факультет физики Пекинского университета (1935). По программе зарубежных научных стажировок в 1939 году поступил в Университет Торонто. В 1940 году получил степень магистра. С 1941 по 1945 год изучал гидродинамику в Калифорнийском технологическом институте у Теодора фон Кармана. После получения степени доктора философии, сотрудничал в Калифорнийском технологическом институте в качестве научного работника. В 1946 году стал адъюнкт-профессором, затем — профессором Корнеллского университета. По приглашению Цянь Сюэ-Сеня вернулся в Китай в октябре 1956 года и стал заместителем директора Института механики Академии наук КНР., был фактическим руководителем Института в течение длительного времени.
Го был одним из основателей механики в материковом Китае и внес значительный вклад в механику, прикладную математику и аэродинамику. В 1958 году участвовал в создании университета науки и техники Китая и занял там должность декана факультета химической физики.
С мая 1960 года занимал пост вице-директора Пекинского Девятого научно-исследовательского института Второго Министерства промышленности и стал руководителем проектов создания атомных и водородных бомб Китая.
Погиб в авиакатастрофе 5 декабря 1968 года, возвращаясь с ядерного полигона в провинции Цинхай в Пекин, из-за отказа двигателя самолета.
18 сентября 1999 года в числе 23 учёных был награждён Центральным Комитетом Коммунистической партии Китая, Государственным советом и Центральным военным комитетом медалью «Двух бомб и одной звезды» (англ. Two Bombs, One Satellite Achievement Medal) за его важный вклад в создание ядерного оружия Китая.

## Научные интересы
Фундаментальные результаты в аэродинамике, теории пограничного слоя. Один из создателей метода приближенного нахождения решений в задачах механики — метода Пуанкаре-Лайтхилла-Го.
Работал также в области ракетной техники.